# Aéroport de Duqm
Pour les articles homonymes, voir DQM.
L'actuel aéroport domestique Al Duqm Airport code IATA : DQM • code OACI : OODU, est la préfiguration de l'aéroport international, opérationnel en 2014, pour desservir la ville et la wilayat de Duqm dans la région d'Al Wusta, à Oman.

## Situation
| Sohar Duqm Khasab Mascate Salalah |

## Statistiques
Pour des raisons techniques, il est temporairement impossible d'afficher le graphique qui aurait dû être présenté ici.

Voir la requête brute et les sources sur Wikidata.

## Compagnies et destinations
| Compagnies | Destinations |
| ---------- | ------------ |
| Oman Air   | Mascate      |